# Huangma (sockenhuvudort i Kina, Jiangxi Sheng, lat 28,35, long 116,01)
Huangma är en sockenhuvudort i Kina. Den ligger i provinsen Jiangxi, i den sydöstra delen av landet, omkring 39 kilometer söder om provinshuvudstaden Nanchang. Antalet invånare är 28 189. Befolkningen består av 13 508 kvinnor och 14 681 män. Barn under 15 år utgör 21,0 %, vuxna 15-64 år 68 %, och äldre över 65 år 10,0 %.
Runt Huangma är det tätbefolkat, med 427 invånare per kvadratkilometer. Närmaste större samhälle är Xiangtang, 9,5 km nordväst om Huangma. Trakten runt Huangma består till största delen av jordbruksmark.
Genomsnittlig årsnederbörd är 2 304 millimeter. Den regnigaste månaden är juni, med i genomsnitt 441 mm nederbörd, och den torraste är oktober, med 23 mm nederbörd.